# ソルトスプリング島
ソルトスプリング島（英: Saltspring Island）は、カナダ・ブリティッシュコロンビア州のガルフ諸島に位置する。ガルフ諸島内では最も面積が大きく、人口も多い。このため、島を訪れる人びとの数も最も多い。島の名称は島北端の地区にある冷水の食塩泉を由来とし、ハドソン湾会社の社員によって名付けられた。